# Дима (город)
Дима (др.-греч. Δύμη) — древний город в Ахайе на Пелопоннесе. Один из 12 местных городов, которые в VIII веке до н. э. объединились в Ахейский союз.
Не упоминается Гомером. По Страбону находился на расстоянии в 60 стадий от мыса Аракс, обращённого к северу, отделяющего Килленский залив от Патрасского залива, вероятно, около Каравостаси (греч. Καραβοστάσι, Κάστρο, Кастро), примерно в 12 км от Араксоса. Другие исследователи полагают, что место древнего города Дима находилось в современной Като-Ахаие, основываясь на находках, свидетельствующих о том, что этот район процветал в годы Ахейского союза и в римский период. Согласно этой точке зрения, древний город Олен был построен на месте нынешней Каравостаси.
Ахейский союз был уничтожен македонянами после битвы при Херонее (338 до н. э.). В 280 году до н. э. четыре города, среди которых были Патры и Дима создали новый союз.